# Liste der Naturdenkmäler im Bezirk Wels-Land
Die Liste der Naturdenkmäler im Bezirk Wels-Land listet die als Naturdenkmal ausgewiesenen Objekte im Bezirk Wels-Land im Bundesland Oberösterreich auf. Von den zehn Naturdenkmälern handelt es sich bei neun geschützten Objekten um Bäume oder Baumgruppen, ein Naturdenkmal betrifft einen geschützten Gewässerabschnitt. Unter den als Naturdenkmälern ausgewiesenen Bäumen und Baumgruppen befinden sich verschiedene Arten, wobei zwei Naturdenkmäler Winter-Linden (Tilia cordata) und je zwei Sommer-Linden (Tilia platyphyllos) bzw. Gewöhnliche Rosskastanien (Aesculus hippocastanum) oder Stieleichen (Quercus robur) umfassen. Räumlich verteilen sich die Naturdenkmäler insbesondere über die Gemeinde Bad Wimsbach-Neydharting, wo sich alleine drei der zwölf Naturdenkmäler befinden. Zudem bestehen in Lambach zwei Naturdenkmäler.

## Naturdenkmäler
| Foto |                 | Name                                   | ID    | Standort                                                               | Beschreibung | Fläche | Datum      |
| ---- | --------------- | -------------------------------------- | ----- | ---------------------------------------------------------------------- | --- | ------ | ---------- |
| 1    | Datei hochladen | Friedhofslinden                        | nd057 | Aichkirchen KG: Aichkirchen GrStNr: 582/1; 582/2 Standort              | Die sechs Winter-Linden (Tilia cordata) stehen nördlich und östlich neben dem Ortsfriedhof in Aichkirchen außerhalb der Friedhofsmauern. |        | 17.02.1969 |
| 1    | Datei hochladen | Kastanienallee                         | nd058 | Bad Wimsbach-Neydharting KG: Wimsbach GrStNr: 66/1; 77/1; 434 Standort | Die doppelseitige, rund 800 m lange Allee aus Gewöhnliche Rosskastanien (Aesculus hippocastanum) zwischen dem Friedhof von Wimsbach und der Kapelle Ehrenfeld wurde angeblich 1893 gepflanzt. |        | 17.02.1969 |
| 1    | Datei hochladen | Tuffquellen am linken Ufer der Laudach | nd577 | Bad Wimsbach-Neydharting KG: Kösslwang GrStNr: 438; 463 Standort       | Die Tuffquellen am linken Ufer der Laudach befinden sich nördlich der Haltestelle Blankenberg. Es handelt sich um mehrere Quellen, die auf einer Länge von 200 m teilweise kaskadenartige Tuffbildungen entstehen ließen. |        | 18.11.1999 |
| 1    | Datei hochladen | Eiche in Oberperwend                   | nd530 | Buchkirchen KG: Oberperwend GrStNr: 1608 Standort                      | Die Stieleiche (Quercus robur) steht in Oberhocherenz bei km 6 an der Buchkirchner Straße. Der Baum wies zum Zeitpunkt der Unterschutzstellung einen Stammumfang von 3,35 m (in einem Meter Höhe), einen Kronendurchmesser von 16 m und eine Höhe von rund 36 m auf und wurde auf ein Alter von rund 100 Jahren geschätzt.                  |        | 12.04.1994 |
| 1    | Datei hochladen | 2 Kopfweiden in Trensing               | nd551 | Eberstalzell, Eberstalzell 100 KG: Eberstalzell GrStNr: 3096 Standort  | Die beiden Sal-Weiden (Salix caprea) stehen nahe dem Gebäude Eberstalzell 100. Zum Zeitpunkt der Unterschutzstellung wiesen die Weiden einen Stammumfang von 6,5 bis 6,9 m, einen gemeinsamen Kronendurchmesser von 25 m und eine Höhe von rund 12 m auf.                                                                                   |        | 14.10.1996 |
| 1    | Datei hochladen | Kastanienbaum in Gunskirchen           | nd400 | Gunskirchen KG: Straß GrStNr: 715/1 Standort                           | Die Rosskastanie (Aesculus hippocastanum) steht rund 100 m südwestlich des Hauses Sängerstraße 6. Der Baum wies zum Zeitpunkt der Unterschutzstellung einen Stammumfang von 2,65 m, einen Kronendurchmesser von 15 m und eine Höhe von 19 m auf.                                                                                            |        | 15.01.1990 |
| 1    | Datei hochladen | 100-jährige Linde                      | nd505 | Lambach, Haferlstraße 9 KG: Lambach GrStNr: 332/22 Standort            | Die Sommer-Linde (Tilla platyphyllos) befindet sich im Garten des Hauses Haferlstraße 9. Sie wies zum Zeitpunkt der Unterschutzstellung einen Stammumfang von 3,1 m (in einem Meter Höhe), einen Kronendurchmesser von 15 m und eine Höhe von rund 30 m auf.                                                                                |        | 02.04.1993 |
| 1    | Datei hochladen | Eiche auf dem Jubiläumsplatz           | nd525 | Lambach KG: Lambach GrStNr: 808/10 Standort                            | Die Stieleiche (Quercus robur) steht auf dem Jubiläumsplatz hinter dem Postamt bzw. gegenüber dem Stift Lambach. Der Baum wies zum Zeitpunkt der Unterschutzstellung einen Stammumfang von 3,05 m (in einem Meter Höhe), einen Kronendurchmesser von 21 m und eine Höhe von rund 27 m auf und wurde auf ein Alter von 150 Jahren geschätzt. |        | 13.12.1993 |
| 1    | Datei hochladen | Birnbaum in Marchtrenk                 | nd596 | Marchtrenk KG: Marchtrenk GrStNr: 1134 Standort                        | Der Wildbirnenbaum (Pyrus pyraster) steht auf dem Anwesen Aufeldstraße 1 in Marchtrenk. |        | 30.01.2003 |
| 1    | Datei hochladen | Friedhofslinde                         | nd243 | Pichl bei Wels KG: Pichl bei Wels GrStNr: 157 Standort                 | Die Sommer-Linde (Tilia platyphyllos) steht südwestlich der Pfarrkirche am Friedhof von Pichl bei Wels. Der Baum wies zum Zeitpunkt der Unterschutzstellung einen Stammumfang von 2,5 m, einen Kronendurchmesser von rund 10 m und eine Höhe von rund 25 m auf.                                                                             |        | 09.02.1984 |

## Ehemalige Naturdenkmäler
| Foto |                 | Name                            | ID     | Standort                                                    | Beschreibung | Fläche | Datum      |
| ---- | --------------- | ------------------------------- | ------ | ----------------------------------------------------------- | --- | ------ | ---------- |
| 0    | Datei hochladen | Eiche                           | gnd011 | Lambach                                                     | Die Eiche stand vor dem Hause Sand 309. |        |            |
| 1    | Datei hochladen | Polsterbauernlinde              | gnd055 | Sipbachzell KG: Scharrendorf GrStNr: 1587/2 Standort        | Die Polsterbauernlinde, eine rund 18 m hohe Winter-Linde (Tilia cordata), stand an der Kreuzung der Sitzberger und der Rutzenberger Gemeindestraße. Sie war bereits 2014 in sehr schlechtem Zustand, wurde aus der Liste der Naturdenkmäler gelöscht und gefällt.                         |        | 17.06.1986 |
| 1    | Datei hochladen | Linde bei der Kapelle Ehrenfeld | gnd059 | Bad Wimsbach-Neydharting Standort                           | Die Winter-Linde (Tilia cordata) stand bei der Kapelle Ehrenfeld am Ende der Kastanienallee (nd058) bevor sie aus ungeklärten Umständen plötzlich abgefault und umgestürzt ist. Sie hatte einen Stammumfang von 5 m und ein geschätztes Alter von 300 Jahren.                             |        |            |
| 1    | Datei hochladen | Friedhofslinden in Wimsbach     | gnd060 | Bad Wimsbach-Neydharting KG: Wimsbach GrStNr: 66/4 Standort | Die aus drei Winter-Linden (Tilia cordata) bestehende Lindengruppe stand inmitten des Ortsfriedhofes von Wimsbach um ein schlichtes Kreuz auf einem Stein. Die Bäume waren rund 26 m hoch, hatten einen gemeinsamen Kronendurchmesser von 22 m und Stammumfänge von 3 m, 2,5 m und 1,7 m. |        | 17.02.1969 |
| 0    | Datei hochladen | Linde beim Fischlhamerbach      | gnd518 | Fischlham                                                   | |        |            |
| 0    | Datei hochladen | Linde                           | gnd056 | Stadl-Paura                                                 | |        |            |

| Foto:                    | Fotografie des Naturdenkmals. Klicken des Fotos erzeugt eine vergrößerte Ansicht. Daneben finden sich zwei Symbole: \| Weitere Bilder vorhanden \| Das Symbol bedeutet, dass weitere Fotos des Objekts verfügbar sind. Durch Klicken des Symbols werden sie angezeigt. \| \| Eigenes Foto hochladen \| Durch Klicken des Symbols können weitere Fotos des Objekts in das Medienarchiv Wikimedia Commons hochgeladen werden. \| |
| Name:                    | Bezeichnung des Naturdenkmals laut offiziellen Quellen |
| ID                       | Identifikator |
| Standort:                | Es ist die Gemeinde und falls vorhanden die Adresse angegeben. Darunter sind die Katastralgemeinde (KG) und die Grundstücksnummer angeführt. Durch Aufruf des Links Standort wird die Lage des Denkmals in verschiedenen Kartenprojekten angezeigt. |
| Beschreibung             | Kurze Beschreibung des Naturdenkmals |
| Fläche                   | Fläche des Naturdenkmals in Hektar (ha) |
| Datum                    | Datum oder Jahr der Unterschutzstellung |
| Weitere Bilder vorhanden | Das Symbol bedeutet, dass weitere Fotos des Objekts verfügbar sind. Durch Klicken des Symbols werden sie angezeigt. |
| Eigenes Foto hochladen   | Durch Klicken des Symbols können weitere Fotos des Objekts in das Medienarchiv Wikimedia Commons hochgeladen werden. |